# Ocyptamus mexicanus
Ocyptamus mexicanus är en tvåvingeart som först beskrevs av Charles Howard Curran 1930.  Ocyptamus mexicanus ingår i släktet Ocyptamus och familjen blomflugor. Inga underarter finns listade i Catalogue of Life.